# 찬란한 여명
《찬란한 여명》(燦爛한 黎明)은 KBS1에서 1995년 10월 28일부터 1996년 11월 23일까지 방영한 대하 드라마이다.
이 작품의 첫 방영일은 1995년 9월 30일로 예정되어 있었으나 충북 옥천의 야외 녹화장이 홍수로 물에 잠기는 바람에 촬영이 연기되어 같은 해 10월 28일로 늦춰졌다.
방송사의 대규모 물량 투입과 작품성에도 불구하고 10%대의 시청률을 보였다. 이에 대해서는 고증이나 자문을 무시한 일방적인 역사 해석이 있다는 비판이 있기도 했다.

## 등장 인물

### 개화파 인물
- 이정길 : 유홍기 역
- 정보석 : 김옥균 역
- 김갑수 : 이동인 역
- 박병호 : 박규수 역

### 왕실 인물
- 변희봉 : 흥선대원군 이하응 역
- 하희라 : 명성황후 역
- 조재현 : 고종 역
- 이재식
- 이대원 : 순종 역
- 조민희 : 영보당 귀인 이씨 역
- 이주화 : 내안당 귀인 이씨 역
- 오지영 : 순헌황귀비 엄씨 역
- 이시은 : 귀인 장씨 역
- 김용림 : 신정왕후 조씨 역
- 박현 : 이재선 역
- 백성현 : 완화군 역

### 운현궁 식구들
- 김창숙 : 여흥부대부인 역
- 이주실 : 박마르타 역
- 이문환 : 흥친왕 이재면 역
- 이신재 : 흥인군 이최응 역
- 김진태 : 김응원 역
- 박종설 : 하정일 역
- 조재훈 : 안필주 역
- 최용욱 : 장순규 역
- 하대경 : 천희연 역
- 강신조 : 이준용 역
- 김정균 : 이지용 역
- 유종근 : 허욱 역
- 양형호 : 최진수 역

### 개화파 보조 인물, 유홍기 가족
- 정동환 : 오경석 역
- 이민우 : 박영효 역
- 이광기 : 유길준 역
- 임혁주 : 김홍집 역
- 이세창 : 홍영식 역
- 정하완 : 서광범 역
- 이병욱 : 서재필 역
- 이규준 : 지석영 역
- 이종길 : 윤치호 역
- 박진형, 정태우 : 오세창 역
- 권오성 : 무불 탁정식 역
- 정영숙 : 최씨 부인 (유홍기의 처) 역
- 김경아 : 진령군 효옥 역
- 김현석 : 유운두 (유홍기의 아들) 역
- 최석구 : 강창균 (유홍기의 제자) 역
- 최정원 : 유다슬 (유홍기의 장녀) 역
- 정수계 : 유지혜 (유홍기의 차녀) 역
- 김준모 : 이승준 (유홍기의 사위) 역
- 반문섭 : 최우동 (유홍기의 집사) 역
- 홍정욱 : 김문호 (유홍기의 제자) 역

### 여흥 민씨 인물
- 최명수 : 민치구 역
- 안영주 : 한산부부인 이씨 역
- 남성훈 : 민승호 역
- 홍승일 : 민태호 역
- 이상용 : 민규호 역
- 서영진 : 민겸호 역
- 황원, 이승호 : 민치상 역
- 김용준 : 민영익 역
- 최흘 : 민영위 역
- 심우창 : 민긍식 역
- 이승호 : 민영목 역
- 박상규 : 민응식 역
- 박상만 : 민영준 역
- 김경재 : 민승호 아들 역

### 조정 인물
- 정운용 : 김병학 역
- 김흥기 : 홍순목 역
- 박영목 : 최익현 역
- 양영준 : 이경재, 이재원 역
- 최길호 : 조두순 역
- 원석연 : 윤웅렬, 이혁주 역
- 곽경환 : 유후조 역
- 권혁호 : 조성하 역
- 김형일 : 조영하 역
- 김주영 : 홍계훈 역
- 김해권 : 이유원 역
- 임병기 : 이세보 역
- 한범희 : 홍만식 역
- 김경하 : 신관호 역
- 허기호 : 정기회, 한규직, 조인희 역
- 김봉근 : 강로 역
- 맹호림 : 한계원 역
- 김종결 : 김기수 역
- 태민영 : 어윤중 역
- 강만희 : 황정연 역
- 이영재, 김창봉 : 안기영 역
- 서학 : 김윤식 역
- 윤덕용 : 심순택 역
- 이대로 : 윤자승 역
- 이종만 : 신헌 역
- 양재성 : 윤태준 역
- 박승규 : 이조연 역
- 황일청 : 김병시 역
- 이원종 : 조병직 역
- 윤관용 : 이용숙 역
- 유병한 : 심상훈 역
- 서상익 : 안경수 역
- 강태기 : 이범진 역
- 노영국 : 이완용 역
- 민욱 : 이윤용 역
- 한근욱 : 이경직 역

### 제너럴 셔먼 호 관련
- 김영인 : 이현익 역
- 장기용 : 신태정 역
- 남성식 : 박춘권 역
- 백찬기 : 백낙연 역
- 국정환 : 이팔행 (제너럴 셔먼 호의 청나라 통역관) 역

### 양요 관련
- 김기현 : 이용희 역
- 허기호 : 조기수 역
- 반석진 : 지홍관 역
- 김수일 : 이인기 역
- 정상철 : 이시원 역
- 장정국 : 양헌수 역
- 최승철 : 이지원 역
- 이운우 : 어재연 역
- 황덕재 : 어재순 역
- 오성열 : 김재헌 역
- 김상훈 : 이공렴 역
- 이강수 : 한성근 역
- 김태형 : 김진성 역
- 최상일 : 이기조 역

### 오페르트 도굴 관련
- 장칠군 : 최선일 역
- 김창봉 : 이종신 역
- 이용진 : 신철균 역

### 임오군란 관련
- 전병옥 : 김춘영 역
- 선동혁 : 유복만 역
- 김경응 : 유춘만 역
- 김태형 : 정의길 역
- 배도환 : 강명준 역
- 김종구 : 김장손 역
- 이한위 : 호리모토 역

### 갑신정변 관련
- 차철순 : 윤경순 역
- 정의갑 : 신복모 역
- 강민석 : 이은종 역
- 이경영 : 이인종 역
- 이재연 : 이은석 역
- 신용규 : 양홍재 역
- 윤진호: 윤경완 역
- 이용진 : 장사 역
- 미상 : 루시어스 푸트 역

### 동학농민운동 관련
- 김경응 : 전봉준 역
- 권병길 : 최시형 역
- 김영식 : 손병희 역
- 김상훈 : 조병갑 역
- 조정국 : 김경천 역
- 최상길, 박유승 : 동학교도들 역
- 서창호 : 동학군 참모 역

### 을미사변 관련
- 미상 : 존 시르 역
- 미상 : 매킨타이어 다이 역
- 미상 : 아파나시 세레딘사바틴 역

### 왕실 군식구들
- 이두섭 : 내관 이민화 역
- 유태술 : 내관 유재현 역
- 김대원 : 내관 김태수 역
- 홍영자 : 김 상궁 역
- 배미자 : 최 상궁 역
- 유명순 : 수랏간 큰상궁 역
- 조양자 : 장 상궁 역

### 기타 인물
- 신종섭 : 최윤식 (유홍기의 친구) 역
- 서상익 : 최준명 역
- 오영갑 : 조긍식 역
- 윤덕용 : 이경직 (유길준의 외조부) 역
- 박해상 : 유진수 (유길준의 부친) 역
- 이일웅 : 왜학훈도 안동준 역
- 박승규 : 동래부사 정현덕 역
- 김영선 : 왜학훈도 현석운 역
- 함석훈 : 정대식 역
- 송희남 : 현제순 역
- 박경득 : 동래부사 박재관 역
- 박용식 : 노승 (민승호 폭탄 테러 연루) 역
- 이참 : 묄렌도르프(목인덕), 오페르트 역
- 김원배 : 남효원 역
- 이원직 : 김주복 역
- 이필수 : 고영근 역
- 이현두 : 동래부사 홍우창 역
- 김상훈 : 김세균 역
- 한현배 : 심동신 역
- 김경하 : 이만손 역
- 임종순 : 우범선 역
- 하환근 : 이용익 역
- 박칠용 : 최성학 역
- 장기용 : 이일직 역
- 송호섭 : 홍종우 역
- 이원발 : 정난교 역
- 이기철 : 이규완 역
- 서동재 : 이필희 역
- 장인한 : 무공선사 (봉원사 주지, 동인의 스승) 역
- 고설봉 : 전등사 주지 역
- 권기선 : 평양기생 수련 역
- 이경아 : 평양기생 미향 역
- 김영옥 : 무당 해당제일 (효옥의 양모) 역
- 황민 : 박수무당 역
- 김세원 : 전등사 근초 역
- 김리우 : 전등사 사미승 역
- 김창환 : 봉원사 사미승 역
- 김동찬 : 범어사 사미승 역
- 손호균 : 의금부 관원 역
- 손종범 : 칠성 역
- 남정희 : 남씨 역
- 김정민 : 산홍 역
- 오기환 : 피난민, 왕실 어의 역
- 안형식, 유병준, 곽정희, 신수강 : 백성들 역
- 서영진 : 시체 운반꾼 역
- 이승호
- 장순국 : 신철균 부장 역
- 진운성
- 최상길
- 양형호
- 유순철
- 송금식
- 이경영
- 김기복
- 전원주, 이효정, 허길자 : 주모들 역
- 유병한
- 박유승
- 양재원
- 심훈보
- 신원균
- 이용진
- 최상일
- 권오균
- 서창호
- 이재연
- 김태형
- 배도환
- 강민석
- 오기환
- 이종길
- 이환지
- 김세원
- 정승곤
- 정진화
- 이원직
- 윤용덕
- 장순국
- 허정규
- 오영순
- 강영하
- 이기철
- 장행섭
- 김대환
- 고광우
- 박희진
- 이영재
- 문홍식
- 전병옥
- 김동완

### 청나라 인물
- 손호균 : 원세개 역
- 홍성민 : 이홍장 역
- 안병경 : 오장경 역
- 임병기 : 황준헌 역
- 조명남 : 하여장 역
- 반석진 : 정여창 역
- 전국근 : 마건충 역
- 최헌철 : 오조유 역
- 김상수 : 이경방 역
- 김동완 : 마건상 역
- 미상 : 주복 역
- 미상 : 진수당 역

### 일본 인물
- 임혁 : 오쿠무라 엔신 역
- 이성웅 : 미우라 고로 역
- 노영국 : 메이지 천황 역
- 박영지 : 하나부사 요시모토 역
- 안광진 : 아이라 마사키 역
- 김성원 : 이토 히로부미 역
- 강성욱 : 이노우에 가오루 역
- 백인철 : 구로다 키요타카 역
- 이재연 : 스즈키 중좌 역
- 이채후 : 다나카 소좌 역
- 안대용 : 모리야마 시게루 역
- 고희준 : 곤도 마스케 역
- 신귀식 : 후쿠자와 유키치 역
- 송윤아 : 오쿠무라 이오코 역
- 김병기 : 다케조에 신이치로 역
- 황범식 : 스기무라 후카시 역
- 김윤형 : 쓰지 가쿠사부로 역
- 이원용 : 오카모토 류노스케 역
- 박해상 : 야마가타 아리토모, 다카시마 도모노스케, 이토 스케유키 역
- 이동주 : 사이온지 긴모치 역
- 나성균 : 고무라 주타로 역
- 기정수 : 우치다 료헤이, 미야모토 고이치 역
- 오승룡 : 무쓰 무네미쓰 역
- 송종원 : 오시마 요시마사 역
- 한규희 : 오토리 게이스케 역
- 장정국 : 구스노세 유키히코 역
- 이한승 : 스노하라 준메이 역
- 김인태 : 오타니 고쇼 (大谷光照) 역
- 차두옥 : 시마무라 히사시 역
- 양재원 : 이노우에 가쿠고로 역
- 김원배 : 시바 시로 역
- 윤성국 : 아다치 겐조 역
- 신원균 : 가이스 중위, 무라카미 대위 역
- 한태일 : 히라노 게이스이 역
- 이경영 : 가사마 히로다데 역
- 배도환 : 히로쓰 히로노부 역
- 나기수 : 마에타 서기관 역

### 그 외 인물
- 양동재
- 김성실
- 장영주
- 이승빈
- 류대성
- 이경실
- 최건호

## 기타
- 원래 고종 역은 당초 홍학표가 낙점되었으나[5] 조재현으로 변경되었다.
- 비과학적인 생활을 조장했다는 지적이 있었다.[6]
- 극중 박영효 역을 맡았던 이민우가 갑작스런 신병으로 방송활동을 중단하자 부랴부랴 대본을 수정했다[7].

## 결방 사유 및 시간대 변경
- 1995년 12월 30일 - 9시 40분부터 특선영화 《이연걸의 보디가드》 편성[8]으로 결방
- 1995년 12월 31일 - 9시 40분부터 특선영화 《인디아나 존스: 최후의 성전》편성[9]으로 결방
- 1996년 2월 18일 - 9시 40분부터 특선영화 《사랑과 영혼》 편성[10]으로 결방
- 1996년 3월 24일 - 8시 55분부터 1996년 하계 올림픽 남자 축구 아시아 지역 최종 예선 《일본 VS 사우디》 중계 편성 관계로 11시에 방영
- 1996년 5월 12일 - 신TV문학관 1화 《길 위의 날들》 편성[11]으로 결방
- 1996년 6월 30일 - 9시 45분부터 《위성시험방송 개시 기념 전야제》 편성[12] 때문에 결방 위기였지만 갑작스러운 비 탓으로 정규 편성됐고, 《위성시험방송 개시 기념 전야제》는 11시부터 60분간 진행됨[13]
- 1996년 7월 21일 - 9시 35분부터 《부토 파키스탄 총리 특별회견》 편성[14] 관계로 10시에 방영
- 1996년 7월 27일 - 9시 30분부터 1996년 하계 올림픽 여자 하키 《한국 VS 스페인》 중계 편성으로 결방
- 1996년 7월 28일 - 9시 30분부터 《오늘의 애틀란타》 등의 편성으로 결방
- 1996년 8월 3일 - 9시 30분부터 《오늘의 애틀란타》 등의 편성으로 결방
- 1996년 8월 4일 - 7시 40분부터 1996년 하계 올림픽 남자 마라톤 중계 편성 등으로 결방
- 1996년 9월 1일 - 9시 45분부터 《브라질 카르도주 대통령 회견》 편성 관계로 10시 5분에 방영
- 1996년 9월 8일 - 9시 45분부터 신TV문학관 2화 《슈퍼마켓에서 길을 잃다》 편성[15]으로 결방
- 1996년 9월 28일 - 9시 35분부터 추석명화극장 《붉은 10월》 편성[16]으로 결방
- 1996년 9월 29일 - 9시 35분부터 추석특선영화 《케이프 피어》 편성[17]으로 결방
- 1996년 10월 27일 - 9시 40분부터 신TV문학관 3화 《천지간》 편성[18]으로 결방

## 같이 보기
- 명성황후 (드라마)